# Sagbayan, Bohol
Sagbayan là đô thị hạng 5 ở tỉnh Bohol, Philippines. Theo điều tra dân số năm 2007, đô thị này có dân số 19.,399 người.

## Các đơn vị hành chính
Sagbayan về mặt hành chính được chia thành 24 khu phố (barangay).
| - Calangahan - Canmano - Canmaya Centro - Canmaya Diot - Dagnawan - Kabasacan - Kagawasan - Katipunan - Langtad - Libertad Norte - Libertad Sur - Mantalongon | - Poblacion - Sagbayan Sur - San Agustin - San Antonio - San Isidro - San Ramon - San Roque - San Vicente Norte - San Vicente Sur - Santa Catalina - Santa Cruz - Ubojan |